# Des idées de grandeur
Des idées de grandeur est une émission de télévision québécoise de décoration animée par Isabelle Racicot et diffusée depuis le 27 août 2007 sur Canal Vie.

## Animateurs
- Isabelle Racicot (août 2007-fin octobre 2010)
- Stéphane Richard (fin octobre 2010-...)

## Liste des designers participants à l'émission
- - Alexandre Blazys
  - Amélie Dutil
  - Benoît Gérard
  - Brigitte Lagacé
  - Caroline Dragon
  - Carolyn Owens
  - Chantal Couture
  - Daniel Bernard
  - Daniel Corbin
  - Denis Bourgeois
  - Denis Dufresne (août 2011-...)
  - Émilie Pauze
  - Erik Maillé (août 2009-...)
  - Guy Viens
  - Jacinthe Leroux (août 2009-...)
  - Jessica Rivière Gomez
  - Karim Guirguis
  - Karine Galimi
  - Lorna Gordon
  - Lynda White
  - Marie-Eve Courchesne
  - Marie-Ève Raymond (août 2011-...)
  - Marjorie O'Bomsawin
  - Maryse L'archevêque
  - Michel Robidas
  - Pascale Nakhlé
  - Patricia Lacoste
  - Simon Sauvé (août 2011-...)
  - Suzanne Brault
  - Sylvain Durocher
  - Valérie Bourget

## Ébénistes
- Jonathan Dragon (Conception Dragon)

## Épisodes spéciaux
- Il y a un épisode appelé La chambre et walk-in d'Éric Salvail où l'animnateur québécois Éric Salvail se fait rénover sa chambre et son walk-in. Éric Salvail a eu le privilège de choisir le designer avec qui il voulait travailler dans les 14 designers participants à l'émission (puisque dans les épisodes normaux, trois designers sont choisis aux hazard, le participant écoute les trois propositions -soit une par designer- et choisi lequel des trois designers il veut travailler). Exceptionnellement, puisqu'Éric était et est un VIP (Verry Important Person), il n'a eu aucune proposition à écouter, donc il a pu faire son choix tout de suite. C'est finalement avec le designer Benoît Gérard qu'il a décidé de faire affaire pour rénover sa chambre et son walk-in[1]. Cet épisode spécial a été diffusé le 19 janvier 2009.
- Il y a un épisode avec Mario Pelchat appelé Spécial Mario Pelchat — La salle de bain au sous-sol de Karine [2]. Cet épisode spécial a été diffusé le 16 novembre 2009.
- Il y a un épisode avec Rémi-Pierre Paquin appelé SP «Moment de vérité» avec Rémi-Pierre Paquin / Fondation Rêves d'Enfants [3]. Cet épisode spécial a été diffusé le 29 mars 2010.